# Test respiratoire à l'hydrogène
Pour les articles homonymes, voir HBT.
Un test respiratoire à l'hydrogène (ou HBT pour Hydrogen Breath Test en anglais) est utilisé comme outil de diagnostic de la colonisation bactérienne chronique de l'intestin grêle (SIBO) et de la malabsorption des glucides, telle que l'intolérance au lactose, au fructose ou au sorbitol. Le test est simple, non invasif et est effectué après une courte période de jeûne (généralement 8 à 12 heures). Bien que le test soit normalement appelé « test respiratoire à l'hydrogène », certains médecins peuvent également tester le méthane en plus de l'hydrogène. De nombreuses études ont montré que certains patients (environ 35% ou plus) ne produisent pas d'hydrogène mais produisent en réalité du méthane. Certains patients produisent une combinaison des deux gaz. D'autres patients, connus sous le nom de « non répondeurs », ne produisent aucun gaz ; il n'a pas encore été déterminé s'ils peuvent réellement produire un autre gaz. En plus de l'hydrogène et du méthane, certaines installations utilisent également du dioxyde de carbone (CO2) dans l'haleine du patient pour déterminer si les échantillons d'haleine analysés sont contaminés (avec l'air ambiant ou l'air bronchique).
Les tests peuvent être administrés dans les hôpitaux, les cliniques, les cabinets médicaux ou, si le médecin / laboratoire dispose du matériel et du kit de collecte d'haleine appropriés, les patients peuvent collecter des échantillons à domicile et les envoyer par la poste pour analyse.

## Conditions
Comme les tests varient d’un pays à l’autre, les informations suivantes sont fournies à titre indicatif pour les utilisations typiques du test respiratoire à l’hydrogène : 
Malabsorption du fructose : le patient prend une lecture de base des niveaux d'hydrogène dans son souffle. Une petite quantité de fructose est ensuite administrée au patient, qui doit ensuite effectuer des lectures toutes les 15, 30 ou 60 minutes pendant deux à trois heures. Le test repose sur l'absence d'absorption du sucre en question, qui est ensuite métabolisé par une bactérie dégageant de l'hydrogène ou du méthane. Par conséquent, plus il y a de gaz produit, moins l'absorption a eu lieu. Si le niveau d'hydrogène dépasse 20 ppm (parties par million) par rapport à la valeur précédente la plus basse au cours de la période de test, le patient est généralement diagnostiqué comme un malabsorbeur de fructose. Si le patient produit du méthane, le nombre de parties par million pour le méthane augmente généralement de 12 ppm par rapport à la valeur précédente la plus basse pour être considéré comme positif. Si le patient produit à la fois de l'hydrogène et du méthane, les valeurs sont généralement additionnées et la moyenne des nombres est utilisée pour déterminer les résultats positifs, généralement 15 ppm par rapport à la valeur précédente la plus basse.
Malabsorption du lactose : le patient prend une lecture de base des niveaux d'hydrogène dans son souffle. Le patient reçoit ensuite une petite quantité de lactose pur (généralement 20 à 25 g), puis doit effectuer des mesures toutes les 15, 30 ou 60 minutes pendant deux à trois heures. Si le niveau d'hydrogène dépasse 20 ppm (parties par million) par rapport à la valeur précédente la plus basse au cours de la période de test, le patient est généralement diagnostiqué comme un intolérant au lactose. Si le patient produit du méthane, le nombre de parties par million pour le méthane augmente généralement de 12 ppm par rapport à la valeur précédente la plus basse pour être considéré comme positif,. Si le patient produit à la fois de l'hydrogène et du méthane, les valeurs sont généralement additionnées et la moyenne des nombres est utilisée pour déterminer les résultats positifs, généralement 15 ppm par rapport à la valeur précédente la plus basse.
Colonisation bactérienne chronique de l’intestin grêle (CBCG) (ou SIBO, terme anglais fréquemment utilisé par les praticiens francophones acronyme de Small Intestinal Bacterial Overgrowth). Le patient reçoit soit une dose d’essai de glucose, également appelé dextrose (75-100 grammes) ou de lactulose (10 grammes). Un échantillon d'haleine de base est prélevé, puis des échantillons supplémentaires sont prélevés toutes les 15 ou 20 minutes pendant 3 à 5 heures. Diagnostic positif de CBCG lors du test respiratoire au lactulose - généralement positif si le patient produit environ 20 ppm d'hydrogène et/ou de méthane au cours des deux premières heures (ce qui indique la présence de trop nombreuses bactéries dans l'intestin grêle), suivi d'un pic beaucoup plus important (réponse colique). Ceci est également connu comme une réponse biphasique. Le lactulose n'est pas absorbé par le système digestif et peut aider à déterminer la prolifération bactérienne de l'extrémité distale, ce qui signifie que les bactéries sont plus basses dans l'intestin grêle.

### Méthodes d'essai alternatives
L'idée qu'un test pour détecter une CBCG devrait durer plusieurs heures et que la surcroissance distale est importante est fausse et n'est pas corroborée par la littérature scientifique,,,,,. Le test optimal dure 2 heures. La colonisation ou prolifération bactérienne dans l'intestin grêle se produit en raison du nombre excessif de bactéries vivant dans l'intestin grêle proximal. Les concentrations bactériennes supérieures à 105 organismes par millilitre est diagnostique pour la CBCG. Les bactéries colonisent l'intestin grêle proximal et non distal pour plusieurs raisons. Premièrement, la méthode de référence pour la détection de SIBO est l’aspiration jéjunale,,,,,. Le liquide intestinal de l'intestin proximal est prélevé et non le liquide intestinal distal. Deuxièmement, les conséquences du SIBO résultent de la compétition entre les bactéries et l'hôte humain pour les nutriments ingérés dans l'intestin. Divers conséquences fonctionnelles de la prolifération bactérienne causent des dommages aux entérocytes du jéjunum, telles qu'une diminution de l'activité de la disaccharidase, une malabsorption des graisses, une diminution du transport des acides aminés et une diminution de l'absorption de la vitamine B12. Ainsi, la détection de la prolifération bactérienne proximale est essentielle.
Le test respiratoire pour la CBCG utilise généralement une dose orale de 10 grammes de lactulose pour la détection de la prolifération bactérienne proximale. La meilleure pratique consiste à prélever des échantillons d'haleine 20, 40 et 60 minutes après le dosage. Comme la CBCG est présente dans l'intestin proximal, les échantillons d'haleine doivent être prélevés non seulement dans l'heure qui suit l'ingestion de lactulose, mais idéalement pendant les 2 heures qui suivent la prise de lactulose, afin de ne pas rater un retard de vidange gastro-duodénale. Cela reflète vraiment l’activité bactérienne intestinale proximale, et non l’activité distale ou colique. Le même argument est vrai si le glucose est le substrat.
Le lactulose est un glucide qui n'est pas absorbé par l'homme. Le lactulose est bien connu pour mesurer le temps de transit oro-cecal,,. Le temps de transit oro-cécal moyen chez les individus en bonne santé est de 70 à 90 minutes,,. Au bout de 90 minutes, au moins 50% des individus auraient transféré la dose de lactulose au côlon. Environ 90 à 95% des individus ont des bactéries du côlon capables de métaboliser le lactulose en hydrogène ou en méthane. Ainsi, tout test respiratoire pour CBCG qui dure plus de 60 minutes peut mesurer l’activité colique, à condition d'être en présence d'une motricité intestinale normale. Les critères de diagnostic de 20 ppm d'hydrogène et/ou de méthane dans les 90 ou 120 minutes auront des taux positifs supérieurs de CBCG, mais cela reflétera l'activité colique non le métabolisme jéjunal.
Diagnostic positif pour un test respiratoire CBCG de glucose : le système digestif absorbant le glucose, les études ont montré qu'il était plus difficile de diagnostiquer la prolifération bactérienne de l'extrémité distale car le glucose n'atteint généralement pas le côlon avant d'être absorbé. Une augmentation d’au moins 12 ppm d’hydrogène et/ou de méthane au cours du test respiratoire pourrait permettre de conclure à une prolifération bactérienne. Une étude récente indique que « le rôle des tests de dépistage du CBCG chez les personnes soupçonnées d'être atteintes d'un IBS reste flou ».
On suppose que l'excès d'hydrogène ou de méthane est généralement causé par une prolifération excessive de bactéries intestinales faisant partie du microbiote habituel et donc non pathogènes,,,,,.
Les autres tests d'haleine qui peuvent être pris incluent : l'intolérance au saccharose, au d-xylose et au sorbitol.

### Limites et remises en cause
Ces tests reposent sur des données et un protocole scientifiquement validés et reconnus.
Cependant, les protocoles n'étant pas les mêmes en fonction des pays et des machines utilisées, l'interprétation des résultats peut varier.
La principale raison est l'absence de standards concernant les seuils choisis permettant d'affirmer ce qui sort des données normales ainsi que le volume de sucres administrés aux patients.
Bien que ces tests aient leurs limites, ils restent des outils utiles aux gastro-entérologues, mais les différentes sociétés savantes de gastro-entérologie nationales ne recommandent pas leur usage de la même façon et certaines les contre-indiquent pour établir les diagnostics de certaines maladies comme le SIBO ou le syndrome de l'intestin irritable,.